# Мауріц де Шрейвер
Мауріц де Шрейвер (фр. Maurits De Schrijver, нар. 26 червня 1951, Алст) — бельгійський футболіст, що грав на позиції захисника.
Більшу частину кар'єри провів виступаючи за клуб «Локерен», а також провів 4 гри за національну збірну Бельгії, з якою був учасником чемпіонаті світу.

## Клубна кар'єра
Розпочав грати у футбол в клубі «Ендрахт» з рідного міста Алст, з яким грав у третьому дивізіоні Бельгії.
У 1974 року де Шрейвер перейшов у «Локерен», кольори якої і захищав дванадцять років, провівши 295 матчів і забивши сім голів у вищій лізі Бельгії. Найвдалішим для гравця став сезон 1980/81, в якому він з клубом став віце-чемпіоном (найвища позиція клубу в історії). У цьому ж сезоні він також зіграв у фіналі Кубка Бельгії, програвши «Стандарду» (0:4).
27 лютого 1983 року в матчі кубка Бельгії проти «Моленбека» де Шрейвер зіткнувся із захисником суперників Мішелем де Вольфом і зламав собі ногу. Складний перелом призвів до того, що Мауріц відновлювався понад рік і лише в кінці сезону 1984/85 він повернувся на поле. Тим не менш футболіст не зумів виступати на колишньому рівні і 1986 року був змушений завершити кар'єру. Натомість де Шрейвер став тренером і очолював низку невеликих бельгійських клубів.

## Виступи за збірну
27 травня 1982 року дебютував в офіційних матчах у складі національної збірної Бельгії в товариській грі проти Данії  (0:1). А вже наступного місяця він у складі збірної був учасником чемпіонату світу 1982 року в Іспанії, де провів 2 гри — з Аргентиною (1:0) та з Радянським Союзом (0:1).
Останній четвертий матч за збірну Мауріц провів 15 грудня 1982 року, вийшовши на заміну у кваліфікаційному матчі до чемпіонату Європи 1984 року проти Шотландії (3:2), вийшовши в кінцівці гри.